# Frank Beard

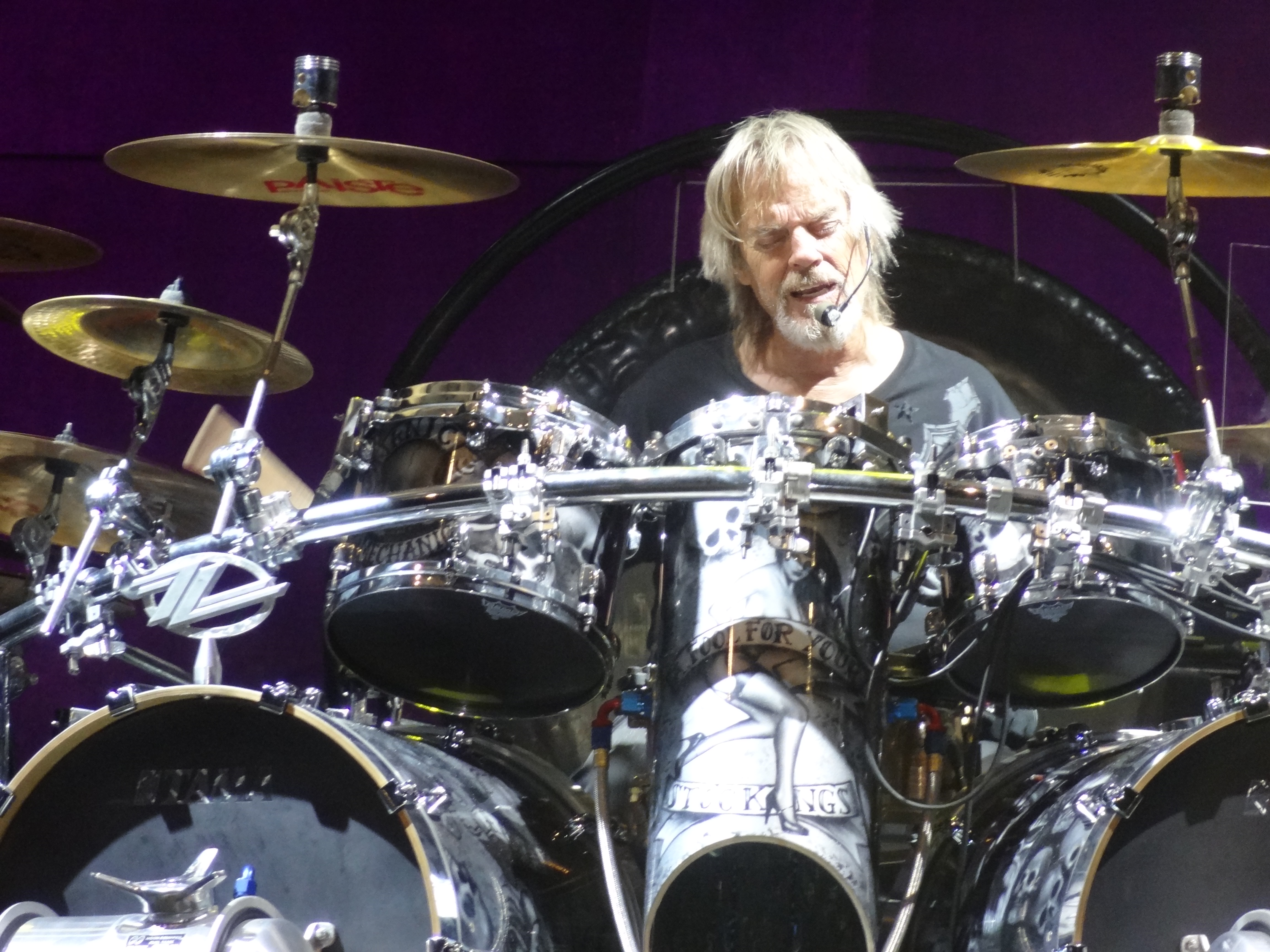
Frank Beard, 2014

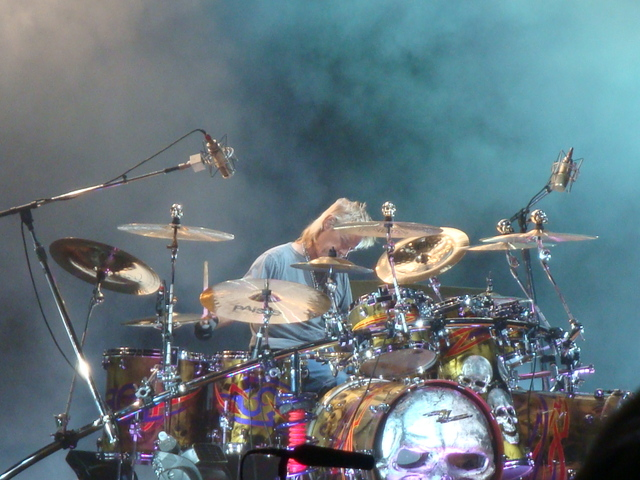
Frank Beard, 2008

Frank Beard (* 11. Juni 1949 in Frankston, Anderson County, Texas) ist ein US-amerikanischer Bluesmusiker, der als Schlagzeuger der Band ZZ Top bekannt wurde.

## Leben

### Jugend
Beard besuchte die Highschool in Irving. In seiner Jugend war er in mehreren kleinen Bands wie The Cellar Dwellers, The Hustlers und The Warlocks tätig. Aus The Warlocks wurde schließlich American Blues.

### American Blues
American Blues wurde Anfang der 1960er von Rocky und Dusty Hill als The Starliners gegründet und wurde schon bald in The Deadbeats umbenannt. Über einen Organisator wurde die Band schon früh als Backupmusiker für Größen wie Freddie King und Lightnin’ Hopkins gebucht, die keine feste Band hatten. Aus The Deadbeats wurde The Warlocks und daraus wurde wiederum American Blues. Als neuer Schlagzeuger stieß Frank Beard dazu. Das Markenzeichen der Band waren damals blau gefärbte Haare, um sich von den anderen aufstrebenden Bands abzuheben.
Die Band spielte eine Mischung aus psychedelic- und Bluesrock. Als erste Single spielte die Band ein Cover von Pete Seegers If I Had a Hammer für das örtliche Label Karma ein. Mit Is Here (1967) und Do Their Thing (1968) erschienen noch zwei Alben, die später mehrere Male wiederveröffentlicht wurden.
Die Band verließ die Szene in Dallas und zog nach Houston. Dort trennte sich die Band aufgrund der verschiedenen Vorstellungen der Hills-Brüder. Dusty Hill wollte mehr Rockmusik, sein Bruder wollte stärkere Blueseinflüsse. So verließ er die Band und wurde Solokünstler. Frank Beard stieß schließlich mit Billy Gibbons von Moving Sidewalks zusammen, der für seine Band ZZ Top nach neuen Mitmusikern suchte. Beard schlug Hill vor, und beide vervollständigten das Line-Up mit dem die Band jahrzehntelang Bestand hatte.

### ZZ Top
Siehe dazu auch den Hauptartikel: ZZ Top

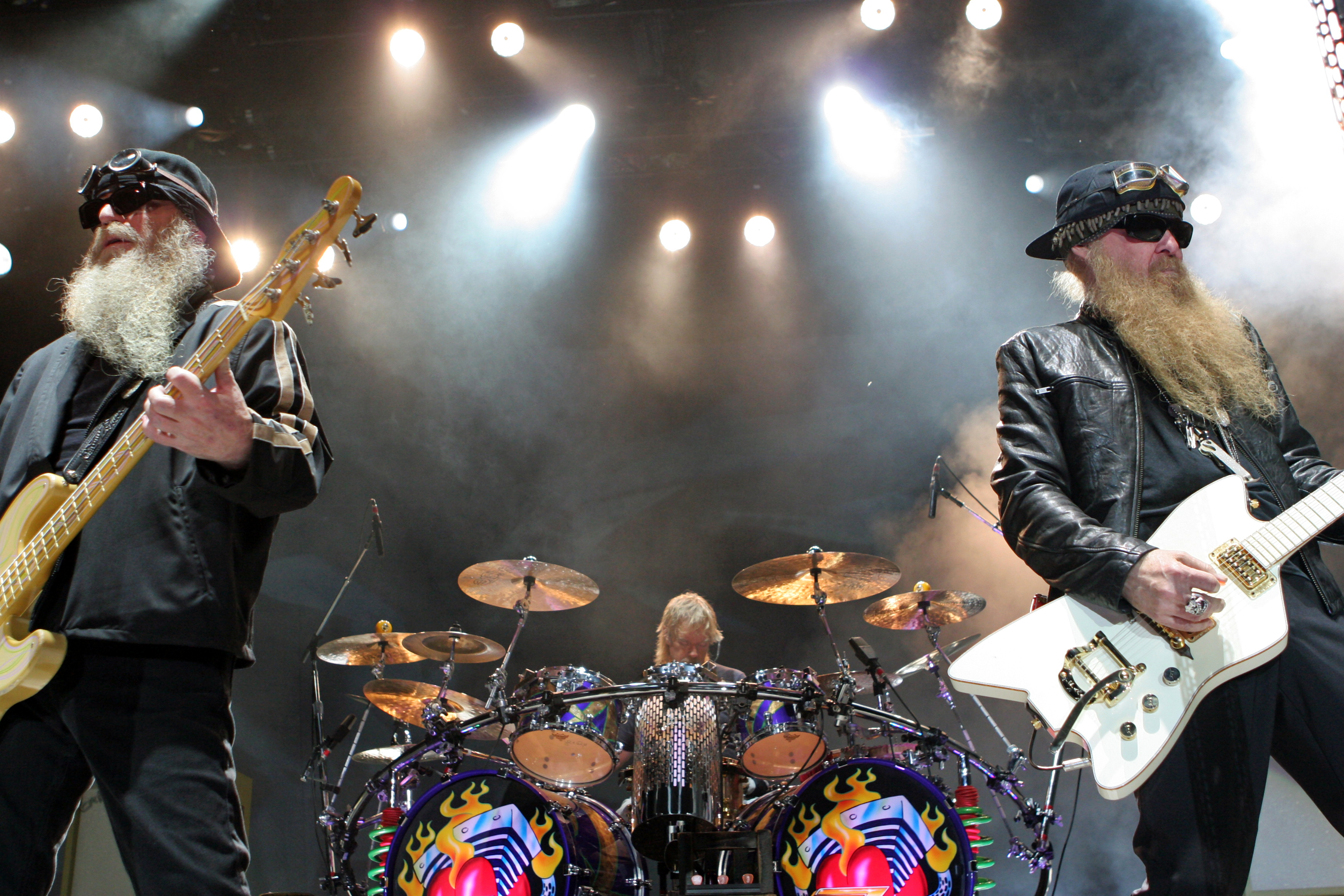
Links Dusty Hill, rechts Billy Gibbons, in der Mitte Frank Beard (2008)

Durch die Aufnahme von Beard und Hill war das Line-Up, mit dem ZZ Top jahrzehntelang Bestand hatte, komplettiert. Als Musikstil entschied man sich für Bluesrock, Texas Blues und Southern Rock. In Bill Ham fand man einen Manager für die Band, der von 1969 bis September 2006 blieb.
Innerhalb der nächsten sechs Jahre gab ZZ Top fünf Alben heraus: Das erste Album ZZ Top’s First Album erschien 1971 unter dem Label Warner Bros. Records, bei dem die Band bis 1990 ihre Alben veröffentlichte.
Bis 1976 wurde ZZ Top zu einer der meistverkauften Rockbands ihrer Zeit, dennoch machte die Band bis 1979 eine Pause. Die folgenden Alben waren moderner und die Band mischte elektronischen Sound mit ihrem normalen Stil.
Bis zum Verkauf ihres international erfolgreichen Albums Eliminator von 1983 ließen Hill und Gibbons sich lange Bärte wachsen, die ebenso Markenzeichen der Band wurden wie Gibbons’ 1933er Ford Coupé, langbeinige Frauen in ihren Musikclips und die große Anzahl verschiedener Gitarren und Bässe bei Liveauftritten. Beard ließ sich als einziger keinen Vollbart wachsen (sein Nachname bedeutet auf Deutsch „Bart“), dafür aber einen Schnurrbart. Einige Songs der Band gehören zu den meistgespielten Musikclips bei MTV.
Mit dem 1994 erschienenen Album Antenna wechselte ZZ Top mit einem besser dotierten Vertrag zu RCA Records, wo sie insgesamt vier Alben veröffentlichten.
2004 wurde Beard zusammen mit seinen Bandkollegen in die Rock and Roll Hall of Fame aufgenommen.

### Gastbeiträge
1990 war er Mitproduzent des Tributealbums für Roky Erickson (Sänger von The 13th Floor Elevators) Where the Pyramid Meets the Eye: A Tribute to Roky Erickson.

### Film und Fernsehen
Neben der rein musikalischen Karriere als Schlagzeuger ist Beard als Mitglied von ZZ Top seit Anfang der 1980er mit der Filmszene verbunden. Von 1982 bis 2007 steuerte er (als Mitglied von ZZ Top) etliche Songs zu Soundtracks bei, so z. B. zu Ein Offizier und Gentleman, Die Sieger – American Flyers, Knight Rider, Stephen King’s The Stand – Das letzte Gefecht, Shang-High Noon, Die Sopranos und Ghost Rider.
Darüber hinaus hatte Frank Beard selbst Auftritte im Fernsehen. Einen der Stadtbewohner spielt er in der Serie Deadwood. Im Film Zurück in die Zukunft III stellt er zusammen mit seinen Bandkollegen eine Band auf dem Dorffest dar. Weitere Auftritte hatte Beard bei Mother Goose Rock 'n' Rhyme, Ellen, Ein einfacher Plan, King of the Hill und MADtv.

### Privat
Frank Beard ist zum zweiten Mal verheiratet. Die erste Ehe mit Catherine Alexander hielt vom 12. April 1978 bis zum 16. Juli 1981. Seit dem 11. November 1982 ist er in zweiter Ehe mit Debbie Meredith verheiratet. Aus dieser Ehe hat er drei Kinder: ein Jungenzwillingspaar und eine Tochter.
Zuerst versuchte Beard mit dem Pseudonym Rube Beard Karriere zu machen und wurde so auch im Verzeichnis der beiden Alben ZZ Top's First Album und Tres Hombres angegeben, bevor er seinen bürgerlichen Namen angab.